# Convenevoli partizioni
In araldica si definiscono convenevoli partizioni quegli schemi figurativi che riempiono l'intero scudo con la ripetizione di pezze dello stesso tipo poste a intervalli regolari e di smalto alternato. 
- Partizioni costituite da pezze rettangolari
  - Fasciato e Controfasciato
  - Palato e Contropalato
  - Bandato e Controbandato
  - Sbarrato e Controsbarrato
  - Controscaccato

- Partizioni costituite da pezze triangolari
  - Gheronato
  - Inquartato in decusse

- Partizioni costituite da pezze di altre forme
  - Scaglionato e Controscaglionato
  - Fusato
  - Inquartato in grembi ritondati
  - Inquartato in squadra

- Partizioni costituite da pezze quadrate (non tutti le considerano in questo insieme)
  - Inquartato
  - Scaccato

Taluni considerano convenevoli partizioni anche quelle che coprono lo scudo con più di due colori, tipicamente gli interzati.